# مؤمنون بالله

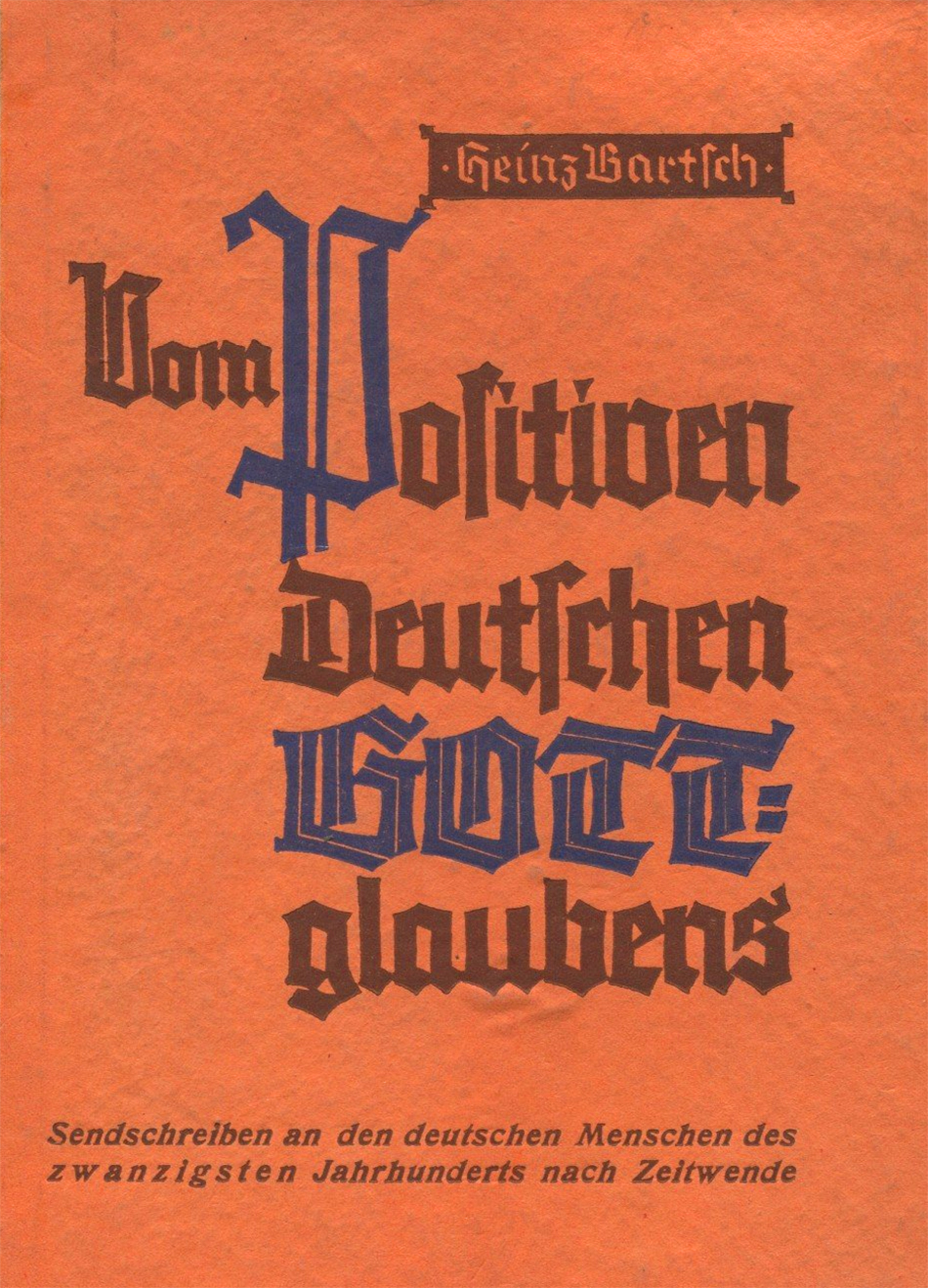
حول الإيمان الألماني الإيجابي بالله (1939)

في ألمانيا النازية ، كان الإيمان بالله   مصطلحًا دينيًا نازيًا لشكل من أشكال اللاطائفية والربوبية التي يمارسها هؤلاء المواطنون الألمان الذين تركوا الكنائس المسيحية رسميًا ولكنهم أعلنوا إيمانهم ببعضها. قوة أعلى أو الخالق الإلهي .  كان يُطلق على هؤلاء الأشخاص اسم Gottgläubige ("المؤمنون بالله")، وكان مصطلح الحركة الشاملة هو Gottgläubigkeit ("الإيمان بالله")؛ يشير المصطلح إلى شخص لا يزال يؤمن بالله، على الرغم من عدم وجود أي انتماء ديني منظم .  لم يكن هؤلاء النازيون مؤيدين للمؤسسات الدينية في عصرهم، ولم يتسامحوا مع الإلحاد من أي نوع داخل صفوفهم.   عرّف القاموس الفلسفي لعام 1943 مؤمن بالله بأنه: "التسمية الرسمية لأولئك الذين يصرحون بنوع معين من التقوى والأخلاق، دون الارتباط بطائفة الكنيسة، مع رفضهم أيضًا الكفر والإلحاد ". كان  شكلاً من أشكال الربوبية، وكان "يعتمد في الغالب على وجهات النظر الخلقية والربوبية".  في تعداد عام 1939، تم تحديد 3.5% من السكان الألمان على أنهم مؤمنون بالله . 

## أصول
في برنامج الحزب النازي (NSDAP) لعام 1920، ذكر أدولف هتلر لأول مرة عبارة " المسيحية الإيجابية ". لم يرغب الحزب النازي في ربط نفسه بطائفة مسيحية معينة بل بالمسيحية بشكل عام،   وسعى إلى حرية الدين لجميع الطوائف "طالما أنها لا تعرض وجودها للخطر أو تعارض الحواس الأخلاقية للدين". العرق الجرماني ." (النقطة 24).
عندما وصل هتلر والحزب النازي إلى السلطة في عام 1933، سعوا إلى تأكيد سيطرة الدولة على الكنائس، من ناحية من خلال الرايشكونكوردات مع الكنيسة الرومانية الكاثوليكية ، والاندماج القسري لاتحاد الكنيسة الإنجيلية الألمانية في كنيسة الرايخ البروتستانتية في عام 1933. الأخرى. يبدو أن هذه السياسة سارت بشكل جيد نسبيًا حتى أواخر عام 1936، عندما أدى "التدهور التدريجي للعلاقات" بين الحزب النازي والكنائس إلى صعود Kirchenaustritt("ترك الكنيسة").  على الرغم من عدم وجود توجيه رسمي من أعلى إلى أسفل لإلغاء عضوية الكنيسة، بدأ بعض أعضاء الحزب النازي في القيام بذلك طوعًا ووضعوا الأعضاء الآخرين تحت الضغط ليتبعوا مثالهم.  تم تصنيف أولئك الذين غادروا الكنائس على أنهم Gottgläubige ("المؤمنون بالله")، وهو مصطلح اعترف به رسميًا وزير الداخلية فيلهلم فريك في 26 نوفمبر 1936. وشدد على أن المصطلح يعني النأي بالنفس عن الكنائس وليس عملاً من أعمال الردة الدينية .  ارتبط مصطلح "المنشق"، الذي استخدمه بعض من تركوا الكنيسة حتى ظهورهم، بكونهم "بلا إيمان" ( glaubenslos )، بينما أكد معظمهم أنهم ما زالوا يؤمنون بالله، وبالتالي يحتاجون إلى كلمة مختلفة. كان منظّر الحزب النازي ألفريد روزنبرغ أول من غادر كنيسته 
في 15 نوفمبر 1933، ولكن على مدى السنوات الثلاث التالية أصبح الزعيم النازي البارز الوحيد الذي قام بذلك.  في أوائل عام 1936، أنهى قادة قوات الأمن الخاصة هاينريش هيملر ورينهارد هايدريش عضويتهم في الكنيسة الرومانية الكاثوليكية، وتبعهم عدد من غاولايتر بما في ذلك مارتن موتشمان ( ساكسونيا )، وكارل روفر ( فيسر-إيمز )، وروبرت هاينريش فاغنر ( بادن ).  في أواخر عام 1936، غادر أعضاء الحزب الكاثوليكي الروماني الكنيسة، وتلا ذلك في عام 1937 طوفان من أعضاء الحزب البروتستانتي في المقام الأول.  الوضع الديني لأدولف هتلر هو موضوع نقاش بين المؤرخين. يدعي جويل كريجر أن هتلر تخلى عن الكنيسة الكاثوليكية ،  وذكرت السكرتيرة الخاصة لهتلر تراودل يونج أن هتلر لم يكن عضوًا في أي كنيسة؛  وهذا ما أكدته أيضًا سكرتيرة أخرى لهتلر، وهي كريستا شرودر .  في المقابل، أكد بشكل خاص للجنرال جيرهارد إنجل في عام 1941 بقوله: "أنا الآن كاثوليكي كما كان من قبل وسأظل كذلك دائمًا". وفقًا لبعض المؤرخين مثل مايكل فاير وكلاوس شولدر، فقد تم حرمان هتلر من الكنيسة.   ومع ذلك، فإن وجهات النظر الدينية الفعلية المتغيرة لأدولف هتلر تظل غير واضحة بسبب الروايات المتضاربة من شركاء هتلر مثل أوتو ستراسر ، ومارتن بورمان ، وجوزيف جوبلز ، وآخرين. 

## أنظر أيضا
- عبادة الكائن الأسمى
- الباطنية في ألمانيا والنمسا
- المسيحيون الألمان (الحركة)
- حركة الإيمان الألمانية
- الوثنية (حركة دينية جديدة)
- السحر والتنجيم في النازية
- المسيحية الإيجابية
- الدين في ألمانيا النازية
- الجوانب الدينية للنازية
- جمعية ثول